# ماهورباشت
ماهورباشت، روستایی از توابع بخش مرکزی شهرستان گچساران در استان کهگیلویه و بویراحمد ایران است.

## جمعیت
این روستا در دهستان امامزاده جعفر قرار دارد و براساس سرشماری مرکز آمار ایران در سال ۱۳۸۵، جمعیت آن ۳۶۴ نفر (۷۹خانوار) بوده‌است.

## جغرافیا
روستای ماهورباشت در ۲۵ کیلومتری گچساران واقع شده‌است که دارای اقلیم گرم و خشک می‌باشد. مردم این روستا اغلب به زبان لری سخن می‌گویند که از روستاهای آبده‌گاه و دیگر روستاها به اینجا مهاجرت کرده اتد .
بهار این روستا بسیار تماشایی می‌باشد و جلوه خاص و منحصربه‌فردی دارد که هر ساله شاهد گردشگرانی از اقصی نقاط کشور در این خطه می‌باشیم.
در جوار این روستا یک رودخانه فصلی به نام محلی او تلو (آب تلخ) عبور می‌کند که در گذشته نه چندان دور جهت مصارف خانگی از آن استفاده می نمودند ولی از زمان تعبیه سیستم آب‌رسانی روستا استفاده از منحصر به دامپروری و کشاورزی شده‌است؛ کمی دورتر رودخانه بزرگ زهره در جریان است که با انتقال آب آن در آینده نزدیک زمین‌های کشاورزی منطقه از نعمت آب برخوردار می‌شود.
دشت مورصفا نیز زیبایی بی نظیری دارد که در سال‌های اخیر به‌دلیل خشکسالی‌های پیاپی از این زیبایی کاسته شده‌است.
دو کوه بزرگ منطقه‌ای به نام کوه‌های زینلخون و کوه مورد می‌باشد.

## درآمد و امکانات
عمده درآمد اهالی روستا از کشاورزی و دامپروری است.
در چند سال اخیر تعدادی از اهالی روستا با حمایت دولت به باغبانی پرداخته‌اند و هم‌اکنون باغ‌های مرکبات و زیتون در این روستا نمایی زیبا به منطقه داده است.
روستای ماهورباشت در حال حاضر دارای امکانات مناسبی جهت معیشت ساکنینش می‌باشد؛ از جمله آن می‌توان به وجود دو مدرسه ابتدایی و راهنمایی، پست بانک، مسجد، زمین ورزشی، پارک، روشنایی معابر، انبار بزرگ محصولات کشاورزی، تلفن ثابت، شبکه گازرسانی، جدول کشی و آسفالت معابر و ... می‌باشد.

## عشایر تابعه
روستای ماهورباشت با توجه به اقلیمش منطقه قشلاقی برای عشایر منطقه است.